# Dodge Viper
De Dodge Viper is een sportwagen van het Amerikaanse automerk Dodge. In Europa gaat de auto door het leven als Chrysler Viper.
Na de fusie tussen de Chrysler Group en FIAT werd besloten om de productie van de  vierde generatie van Viper stop te zetten. Inmiddels is men begonnen met de productie van de vijfde generatie.

## Eerste generatie (1992-1996)
De Dodge Viper werd aanvankelijk, in 1989, geïntroduceerd als conceptwagen op de North American International Auto Show en bleek zo aan te slaan, dat Chrysler productieplannen ontwikkelde. De conceptauto en de productieauto hadden nogal wat verschillen, maar de V10-motor bleef. Het productiemodel verscheen in 1992 en in 1996 kwam er naast de originele cabriolet ook een gesloten coupéversie.
De auto was een vrij rauwe en ouderwetse sportwagen, zonder airconditioning, elektrische ramen of centrale deurvergrendeling. Zelfs hendels om de deuren vanaf de buitenkant te openen waren niet op de wagen te vinden.

## Tweede generatie (1997-2002)
In 1996 werd naast de coupé ook de cabrio aangepast. Deze Viper werd gebouwd in de Conner Avenue-fabriek.

## Derde generatie (2003-2007)
In 2003 werd door DaimlerChryslers Street and Racing Technology (SRT) de derde generatie ontwikkeld. De motor werd een 8,3 liter V10 met een maximumvermogen van 517 pk en een top snelheid van 315km/h.

## Vierde generatie (2008-2010)
De vierde generatie werd in 2008 op de markt gebracht. Deze was qua exterieur vrijwel identiek aan zijn voorganger, maar onderhuids flink verbeterd. Er kwam een gloednieuwe motor in die 90 pk meer leverde waardoor de motor meer dan 600 pk produceert met een topsnelheid van 320km/h. Hierdoor was Dodge een stap voor op hun grootste concurrent Chevrolet.
Eind 2010 viel het doek voor de vierde generatie Viper. Chrysler besloot begin 2012 dat ze de sportievere modellen enkel onder de SRT-badge wilden gaan produceren. Eind 2010 werd er nog één laatste versie gebouwd, de Dodge Viper 1:33 ACR, deze versie dankt zijn naam aan de snelste rondetijd op het Amerikaanse Laguna Seca-circuit in 1 minuut 33. Deze rondetijd werd gereden in een Dodge Viper ACR uit 2009, door Chris Winkler.
Er zijn in totaal maar 33 exemplaren gebouwd van deze limited edition. Die voorzien is van een Red Clear Coat en een Black Clear Coat en een koolstofvezel achterspoiler heeft. De motor in deze auto is een 600 pk sterke V10, die met 759 Nm aan koppel in 3,9 seconden van 0-100 km/h sprint.

## Vijfde generatie (2013-2017)
De vijfde generatie zal niet meer onder de naam Dodge geproduceerd gaan worden, maar enkel SRT Viper gaan heten en de racevariant SRT Viper GTS-R. Deze nieuwe Viper is voorzien van een 8.4-liter V10-motor, die 649 pk en 813 Nm koppel produceert. Deze motor zal volledig met de hand gebouwd gaan worden.
Terwijl SRT met de Viper tegendraads werkt door niet te downsizen gaan ze ook nog steeds niet aan automatische versnellingsbakken. Terwijl bij de meeste auto's met zo'n hoog vermogen standaard een automatische versnellingsbak geleverd wordt krijg je bij de Viper nog steeds een handmatige zesbak. Dit is een Tremec TR6060 die ten opzichte van de oude Dodge Viper kleinere overbrengingsverhoudingen heeft, waardoor de auto sneller zou accelereren.
Het exterieur van de SRT Viper lijkt op dat van de Dodge Viper, maar er zijn heel wat verschillen. De bumpers zijn heel anders gevormd, het dak, de motorkap en achterklep zijn van koolstofvezel en de deuren zijn van aluminium, waardoor een behoorlijke gewichtsbesparing is gerealiseerd.
De nieuwe Viper is uitgerust met een "double-bubble" dak. Hierdoor is het dak erg laag, maar is er toch genoeg hoofdruimte voor de bestuurder en passagier, zelfs met een helm op.
De koplampen zijn bi-xenonlampen, dus zowel voor groot licht als voor dimlicht. Ledlampen vormen de overige verlichting: dagrijverlichting, knipperlichten en de achterlichtunits, die ook de remlichten en de knipperlichten omvatten. De vijfde generatie werd als project opgestart, zonder dat er bekendheid aan gegeven werd. Dit project kreeg de naam F-117. Het gewicht van de motor is met 12 kg gedaald.
SRT Viper GTS-R racevariant
Naast de 2013 straatversie is er ook een racevariant, de SRT Viper. Dit jaar (2012) zal deze GTS-R nog laten zien wat hij kan tijdens de American Le Mans Series. Het vermogen van de grote V10 in deze versie is teruggebracht naar de reglementaire 500 pk.
Alle American Le Mans Series racers doen mee aan de Michelin Green X Challenge. Dit houdt in dat de deelnemende voertuigen worden beoordeeld op hun efficiëntie en dan uiteraard vooral gelet op de "groene" prestaties. Het winnende LMP en GT team in de Green X Challenge zal automatisch ook een startplek krijgen tijdens de 2013 24h of Le Mans.

## Motorsport
- 2015 - Supercar Challenge - kampioenschap SuperGT - Team RaceArt
- 2014 - Supercar Challenge - kampioenschap SuperGT - Team RaceArt
- 2012 - American Le Mans Series
- 2004 - Formula D - kampioenschap
- 2004 - SCCA SpeedWorld GT - Coureurs kampioenschap
- 1999 - American Le Mans Series - GT1 klasse
- 1998 - FIA GT2
  - Eerste en tweede plaats in de 24 uur van Le Mans, waarmee het de eerste Amerikaanse overwinning in Le Mans was in dertig jaar
  - De eerste Amerikaanse productie auto die de 24 uur van Le Mans wint
- 1998 - FIA GT2 Coureurs en constructeurskampioenschap
- 1997 - FIA GT2 Coureurs en constructeurskampioenschap